# Gonospira deshayesi
Gonospira deshayesi је пуж из реда Stylommatophora.

## Угроженост
Ова врста се сматра угроженом.

## Распрострањење
Ареал врсте је ограничен на острво Реинион.